# 91:an (serietidning)
91:an, 1956-1971 även känd under sloganen Hela Sveriges Skämttidning, är en serietidning som innehåller serierna 91:an, Åsa-Nisse och Kronblom med flera. Tidningen ges ut varannan vecka.

## Historia
Serien "En beväringsmans upplevelser och äventyr" började i veckotidningen Allt för Alla 1932 men flyttades senare över till Levande Livet och Året Runt. Julalbum med 91 Karlsson har givits ut sedan 1934 och serien fick en egen tidning år 1956. Tidningen gavs från start ut av förlaget Semic, som 1997 gick upp i nuvarande Egmont Kids Media Nordic. Björn Ihrstedt som var redaktör från 2001 efterträddes 2012 av Karin Wahlund Franck.

## Serien 91:an
Serien kretsar kring den värnpliktige 91:an och de dråpligheter som uppstår kring honom, kamraten 87:an (Lars Fjodor Axelsson) och deras officerare. Furir (tidigare korpral) Revär, fanjunkarn, kapten Berån, löjtnant Bourdong, doktorn, major Morgonkröök, överste Gyllenskalp  och general Bäfvenhielm är återkommande figurer som alla även fått förnamn genom omröstningar i tidningen. 91:an Karlsson, vars förnamn egentligen är Mandel, skapades av Rudolf Petersson år 1932. Serien lever dels kvar i det förgångna, t.ex. genom att de tecknade figurerna bär uniformer som slutade användas någon gång på 1950-talet, medan den tycks utspelas i nutiden då miljöerna runtomkring ser ut som idag. Kontrasterna kan därför ibland vara stora då figurerna är iförda munderingar från 1930-talet samtidigt som de till exempel kör med helt nya bilar av årets modell. Serien skapades av Rudolf Petersson och tecknades sedermera av Nils Egerbrandt under många år. Senare har den tecknats av bland andra Jonas Darnell, Gert Lozell, Gunnar Persson och Jonny Nordlund. Antalet manusförfattare i serien har varit stort under årens lopp.

## Ställ 91:an mot väggen
"Ställ 91:an mot väggen" var tidningens insändarsida, dit läsarna kunde skicka brev och e-postmeddelanden. De brev som publicerades besvarades av manusförfattaren Leif Bergendorff som hade ansvar för sidan sedan starten 1979 till dess nedläggning. Sidantalet har under åren varierat mellan en och två, men under de sista åren valde man att ägna två sidor åt insändarna. Det hände dock ibland att det blev extra sida med "väggen" i tidningen. Insändarsidan lades ned under 2013 och sista gången den publicerades var i nr. 19-20/2013.

## Biserier i tidningen genom tiderna
- 91 Stomperud (Gästspel 2009)
- Acke (1981-1982)
- Adamson (1980-1981)
- Agust och Lotta (1976-1979)
- Biffen och Bananen (1979-1982, 1990-1992)
- En brat i skogen (2013-) *
- Enok (c:a 1957)
- Flygsoldat 113 Bom (1956-) *
- Frisk och Rask (1960-tal-1973, 1982-1987)
- Ferguson (2003-)
- Geniet
- Herr Larsson
- Historiska historier (1981, 1983, 1989, 2006-) *
- Jönsson-Ligan
- Knallhatten (1956-1959)
- Kronblom (1956-)
- Lilla Fridolf (1956-) *
- Livet hemmavid (2002-)
- Olle Bull (1956-1957)
- Palle & Jonte (Gästspel 2003)
- Radio Gaga
- Statarna (2021-2022)
- Svenne Gurka
- Tuffa Viktor (1975-1984)
- Uti Vår Hage (1983-2002)
- Vimmelgrind (1998-1999)
- Vi å pappa
- Viltliv (2013-)
- Vår lilla stad (1973/1974-1974/1975)
- Åsa-Nisse (1956-)

## Övrigt
På senare år har man även börjat ge ut tidningen 87:an som repriserar gamla serier från 91:an tidningen.